# Francisco Espinoza Dueñas
Francisco Espinoza Dueñas (Lima, Perú, 1926-Sevilla, España, 2020) fue un artista peruano instalado en España. Desarrolló su actividad artística a través de la pintura, la cerámica, el grabado litográfico y el dibujo. A menudo, empleó técnicas novedosas propias. Obtuvo diferentes premios, entre ellos los de litografía concedidos por la Academia de San Fernando de Madrid (España) y la Universidad de la Sorbona de París (Francia). A partir de 1969 fijó su residencia en España, primero en Burgos y después en Andalucía.

## Biografía
Nacido en 1926 en Lima, se formó artísticamente en la Escuela Nacional de Bellas Artes de Lima, donde se graduó con matrícula de honor. En 1955 se trasladó a España, gracias a una beca concedida por el Instituto de Cultura Hispánica, lo que le permitió estudiar la técnica de pintura al fresco en la Escuela de Bellas Artes de San Fernando y los procedimientos de litografía en la Escuela Nacional de Artes Gráficas. 
En 1958 se trasladó a París, donde se inició en el mundo de la cerámica en la Manufactura Nacional de Sevres. Posteriormente viajó a Cuba (1965-68), donde ejerció como profesor. En Perú hizo una de sus obras más destacadas, una pintura mural de grandes dimensiones en homenaje a César Vallejo. A continuación residió en Estados Unidos, país en el que desarrolló un proyecto en conmemoración del V Centenario del descubrimiento de América bajo el lema Mosaico atlántico. Regresó a España y se instaló en Burgos entre 1969 y 1989, donde se casó con su primera esposa, la burgalesa Pilar Hernández, con la que tuvo dos, hijas Amaya y Adriana. Fundó la casa-museo Espinoza en el barrio de las Huelgas. En estos años pintó el mural de grandes dimensiones situado a la entrada de la Universidad Laboral de La Coruña, y lo restauró a mediados de los años 70, momento en que también creó y dejó instaladas varias esculturas -con técnica de fundición y mosaico posiblemente inspiradas en Gaudí- en los jardines del centro de enseñanza situado en El Burgo (Culleredo, La Coruña). Aproximadamente la mitad de su obra artística la realizó en Burgos, donde tuvo una estrecha relación con los intelectuales locales, como el filósofo Luis Martín Santos, cuya familia, en 2024, donó un cuadro de Espinoza a la Institución Fernán González de Burgos.
En 1989 se trasladó a Andalucía (España), donde continuó su labor artística y pedagógica. Residió en Constantina (Sevilla), donde trasladó el Museo Espinoza. Realizó obras en localidades próximas (Las Navas de la Concepción, Pilas, Lucena, etc.) y en el Instituto de Bachillerato San Fernando de la propia Constantina. Tras la muerte de su esposa, contrajo matrimonio con Beatriz, y en 1998 nació su tercera hija. Durante esta época el Maestro Espinoza, como a él le gusta que lo llamaran, se estuvo vinculado al Centro de Arte Contemporáneo de la Cartuja de Cazalla, donde se expone parte de su obra.
Durante sus últimos años vivió en la residencia de mayores San Pedro, en Carmona (Sevilla).